# Salvador Illa

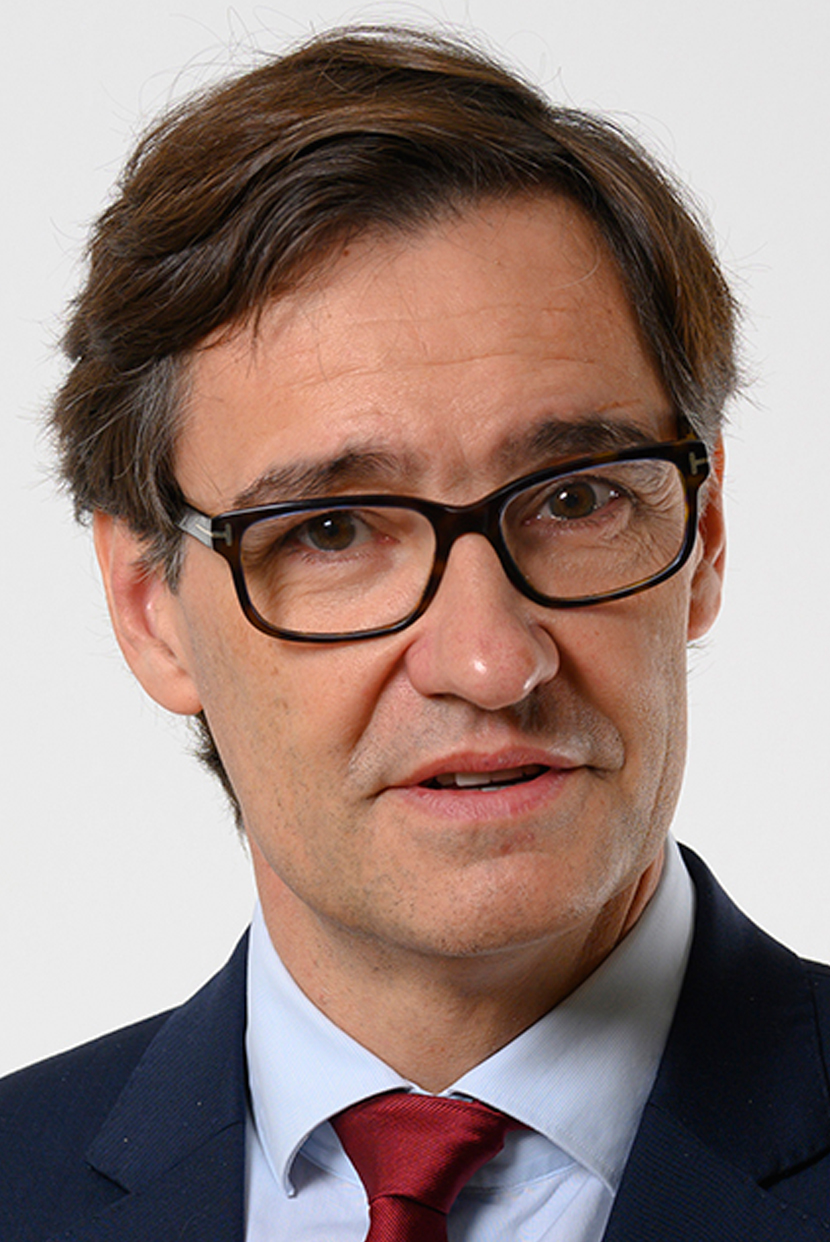
Salvador Illa (2020)

Salvador Illa i Roca (* 5. Mai 1966 in La Roca del Vallès) ist ein spanischer Politiker (PSC). Seit dem 10. August 2024 ist er Präsident der Generalitat von Katalonien (Ministerpräsident von Katalonien). Vom 10. Januar 2020 bis 27. Januar 2021 bekleidete er das Amt des Gesundheitsministers Spaniens. Seit 2016 ist er Sekretär für die Organisation der Sozialistischen Partei Kataloniens. Zuvor war Illa von 1995 bis 2005 Bürgermeister der Gemeinde La Roca del Vallès (Vallès Oriental, Katalonien).

## Ausbildung
Illa wurde am 5. Mai 1966 als Sohn von Josep Illa, einem Arbeiter in der Textil- und Stickereifabrik in La Roca del Vallès, und María Roca, einer Hausfrau, die eine kleine Textilwerkstatt besaß, geboren. Darüber hinaus hat er zwei Brüder, Ramón und José María, die beide jünger sind als er.
Illa besuchte die Escola Pía in Granollers, und er studierte an der Universität von Barcelona, wo er seinen Abschluss in Philosophie machte. Er ist außerordentlicher Professor an der Blanquerna-Schule für Kommunikation und internationale Beziehungen. Illa hat auch einen Master-Abschluss in Wirtschaft und Unternehmensführung an der IESE Business School erworben. Er absolvierte den obligatorischen Militärdienst und graduierte als Alférez in einer Kompanie des spanischen Armeehauptquartiers Bruc, Barcelona.

## Politische Karriere
Er wurde 1987 in den Stadtrat von La Roca del Vallès gewählt und unter Bürgermeister Romà Planas i Miró zum Stadtrat für Kultur ernannt. Im Jahr 1995 trat er der Sozialistischen Partei Kataloniens (PSC) bei und wurde Nachfolger des verstorbenen Bürgermeisters. Während seiner ersten Amtszeit wurde das La Roca Village gebaut, ein Einkaufszentrum, das jedes Jahr fast 4 Millionen Besucher anzieht.
Nach einem erfolgreichen Misstrauensvotum Anfang 1999 wurde er als Bürgermeister abgesetzt. Er feierte ein Comeback, als seine Partei bei den Kommunalwahlen im Juni 1999 eine qualifizierte Mehrheit errang. Im Jahr 2009 wechselte er in die Privatwirtschaft und wurde CEO der audiovisuellen Produktionsfirma Cromosoma, eine Position, die er neun Monate lang innehatte.
Im September 2005 wurde er zum Generaldirektor für Infrastrukturmanagement im Justizministerium der Regionalregierung von Katalonien ernannt. Von 2010 bis 2011 war er Direktor des Büros für Wirtschaftsmanagement des Stadtrats von Barcelona und von 2011 bis 2016 Koordinator der lokalen sozialistischen Fraktion im Stadtrat.

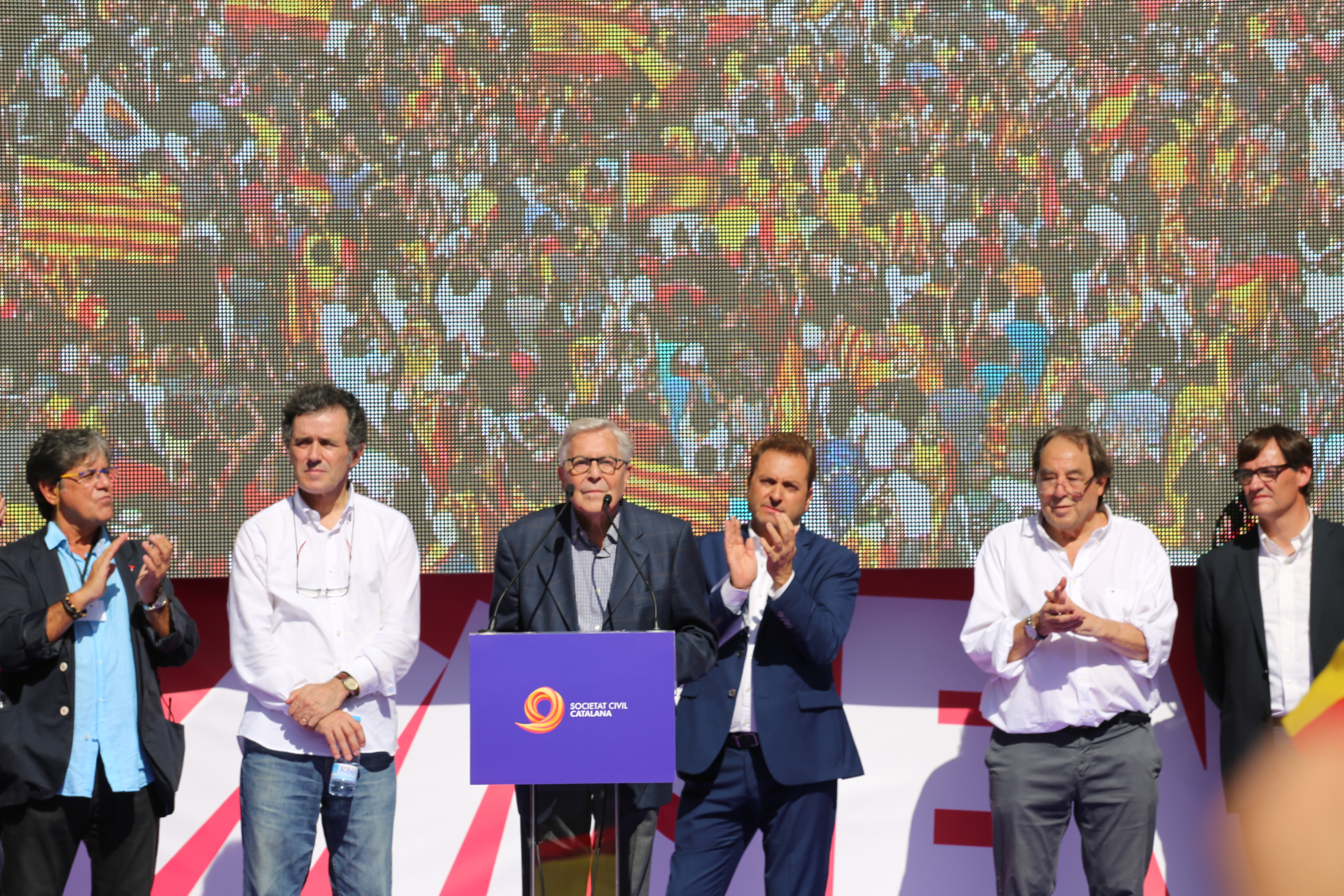
Illa (rechts), fotografiert bei der Demonstration am 8. Oktober 2017 zusammen mit u. a. Carlos Jiménez Villarejo und Francesc de Carreras.

Im November 2016 ernannte ihn der Leiter des PSC, Miquel Iceta, zum Sekretär für Organisation. Illa spricht sich gegen eine Ablösung Katalonien von Spanien aus. Er war der ranghöchste Politiker unter den PSC-Kadern, die an der „Prou! Recuperem el seny“ (zu deutsch: „Genug! Lasst uns den gesunden Menschenverstand wiedererlangen“) Anti-Unabhängigkeitsdemonstration in Barcelona am 8. Oktober 2017 teilnahmen, organisiert von der Societat Civil Catalana.
Er gehörte zusammen mit Adriana Lastra und José Luis Ábalos zum Verhandlungsteam der PSOE, das bei der Amtseinführung von Pedro Sánchez im Januar 2020 eine Einigung mit der ERC wegen ihrer Stimmenthaltung erzielte.

## Gesundheitsminister

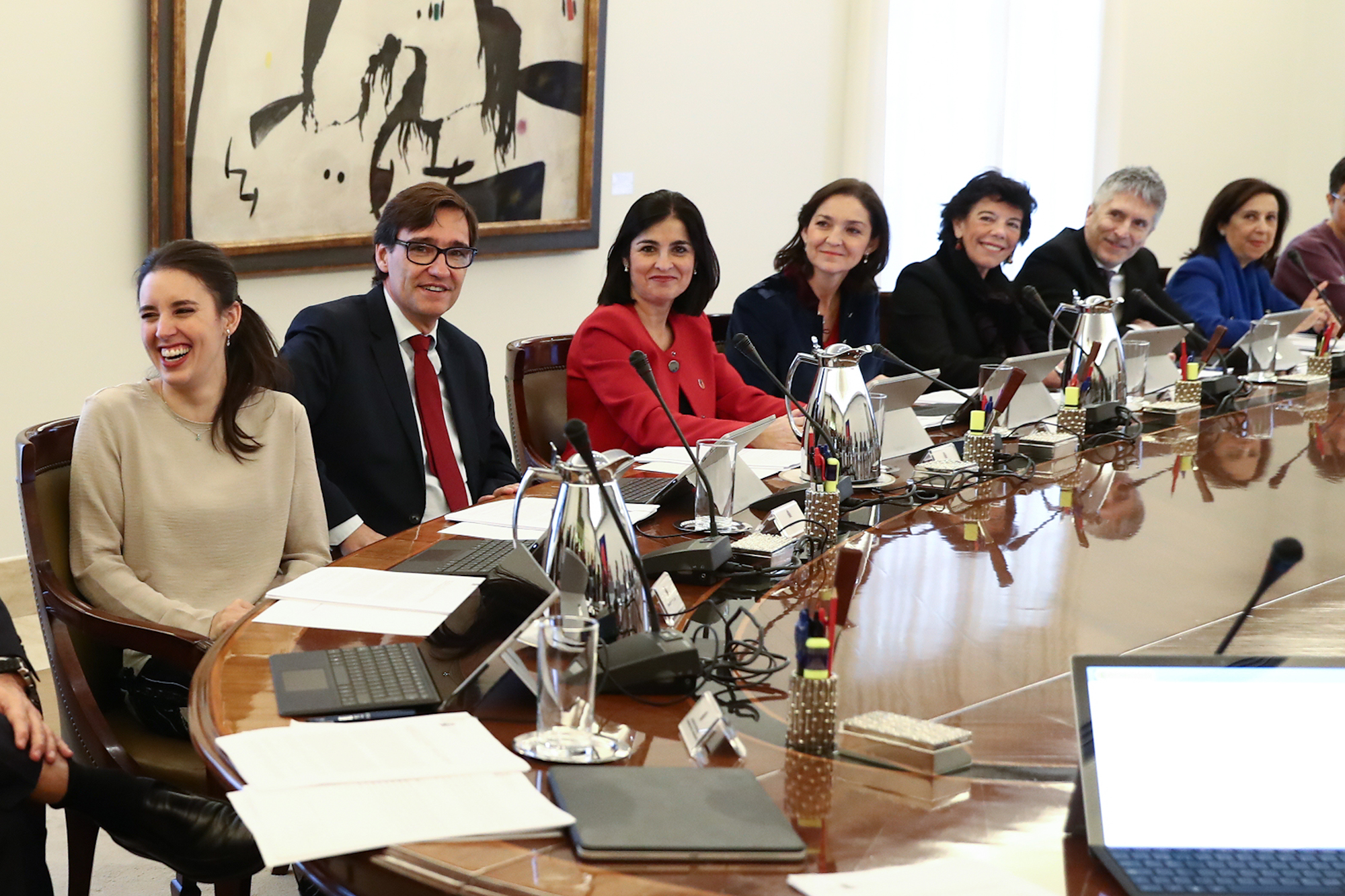
Illa in der ersten Kabinettssitzung der 14. Regierung.

Am 10. Januar 2020 wurde er als Nachfolger von María Luisa Carcedo als zukünftiger Gesundheitsminister im Kabinett Sanchez II vorgestellt.
Er wurde am 13. Januar 2020 ernannt und an diesem Tag vor dem Souverän vereidigt. Illa trat die Nachfolge Carcedos in allen Angelegenheiten der öffentlichen Gesundheit an, nicht jedoch in den Bereichen Verbraucherfragen und Sozialfürsorge.
Die Ernennung von Illa, der keine Erfahrung im Gesundheitsbereich hatte, wurde von den Medien als „Manager“ definiert, und seine mögliche Rolle in der Regierung beschränkte sich nicht nur auf das Gesundheitsressort, sondern sollte auch als Kommunikationskanal mit der katalanischen Unabhängigkeitsbewegung dienen.

### Coronavirus-Pandemie
Eine der ersten Herausforderungen für den Minister war der Ausbruch des Coronavirus Ende 2019. Ende Januar 2020 leitete das Gesundheitsministerium in Abstimmung mit dem Außenministerium den Prozess zur Rückführung von rund 20 Spaniern aus China ein. Am 29. Januar wurde bekannt gegeben, dass sie 14 Tage lang in einem Madrider Militärkrankenhaus in Quarantäne gehalten werden. In einer gemeinsamen Operation mit der Regierung des Vereinigten Königreichs kamen sie am 31. Januar in Spanien an und wurden am 13. Februar entlassen. Sein Krisenmanagement wurde als wenig erfolgreich kritisiert, jedoch wurden ihm Kompromissbereitschaft und Gewissenhaftigkeit attestiert.

### Rücktritt
Am 27. Januar 2021 kündigte er seinen Rückzug vom Amt des Gesundheitsministers an, um bei den Regionalwahlen in Katalonien als Spitzenkandidat seiner Partei anzutreten.

## Spitzenpolitiker und Ministerpräsident in Katalonien
Bei den katalanischen Regionalwahlen im Februar 2021 trat er als Spitzenkandidat der Sozialistischen Partei Kataloniens (PSC) an und wurde mit dieser mit 23 Prozent der Stimmen stärkste Kraft. Allerdings vereinigten die separatistischen Parteien in Summe mehr als 50 % der Stimmen auf sich. Fortan war er Oppositionsführer im katalanischen Parlament.

Bei den vorgezogenen Regionalwahlen im Mai 2024 war er erneut Spitzenkandidat seiner Partei, die mit 28 % stärkste Kraft wurde. Am 8. August 2024 wurde Illa mit 68 zu 66 Gegenstimmen zum Präsidenten der Generalitat von Katalonien gewählt. Dabei gelang es ihm neben den Stimmen seiner Parteikollegen auch die der (independistischen) ERC sowie die Stimmen der Comuns Sumar zu erhalten. Er leitet die Regierung Illa.  

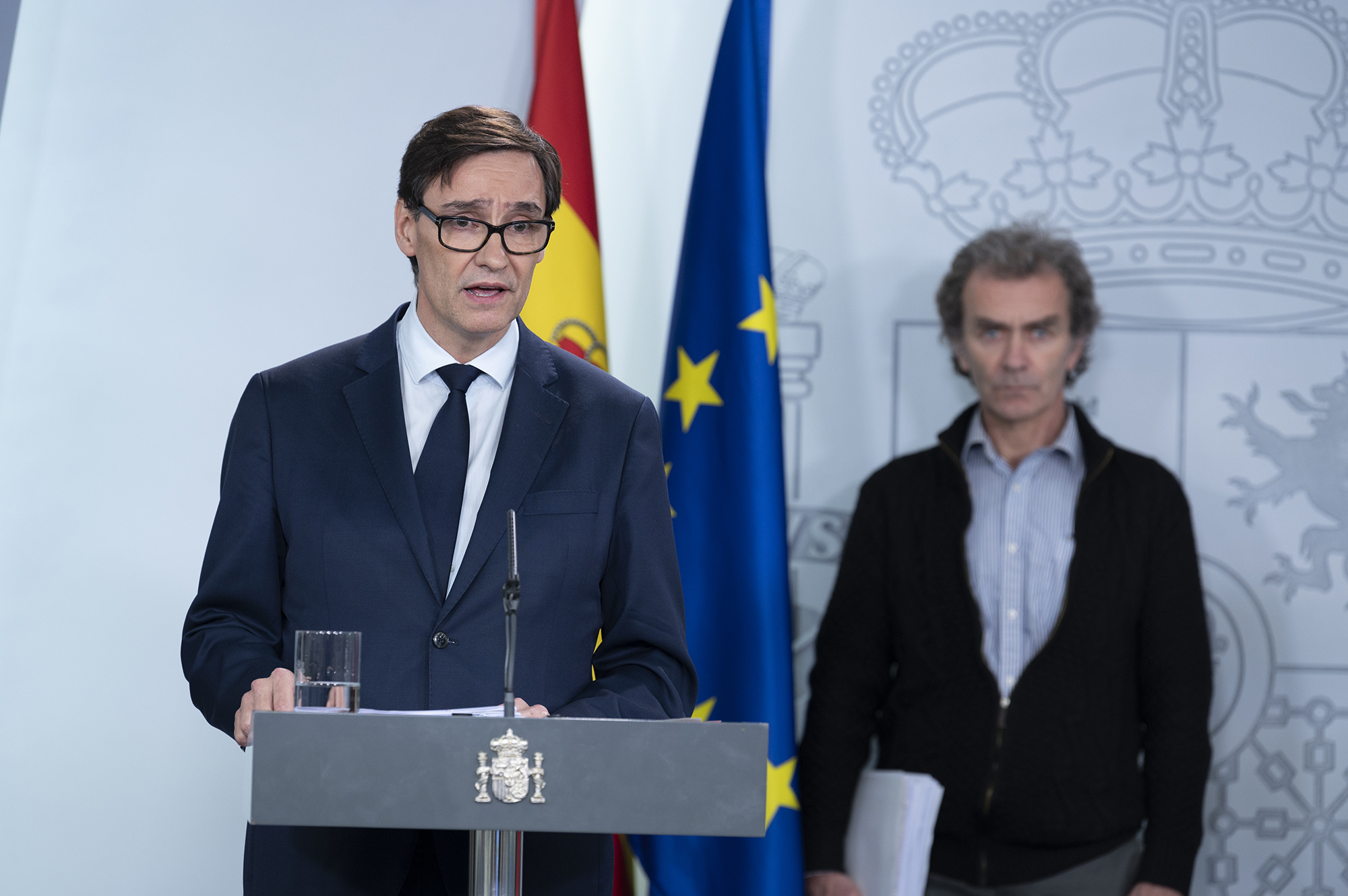
Illa bei einem Pressegespräch zur Erläuterung der vom Gesundheitsministerium getroffenen Maßnahmen.